# Bibi Bourelly
Pour les articles homonymes, voir Bourelly.
Bibi Bourelly, née le 14 juillet 1994 à Berlin, est une chanteuse allemande d'origine marocaine haïtienne et américaine, d'expression anglaise dont le style se situe entre soul et R'n'B.
Elle s'est illustrée en tant qu'auteur pour Rihanna pour plusieurs de ses titres dont le tube mondial Bitch Better Have My Money, ou encore pour Nick Brewer ou Selena Gomez. Elle a également collaboré avec Lil Wayne et Usher.

## Biographie
Badriia Ines Bourelly, surnommée Bibi, naît à Berlin en Allemagne. Sa mère de nationalité marocaine est la directrice du département des arts de la Maison des cultures du monde. Son père, Jean-Paul Bourelly est un célèbre guitariste de jazz américain d'ascendance haïtienne. La petite Bibi perd sa mère alors qu'elle n'est âgée que de 6 ans.

## Discographie

### Chansons collaboratives
- 2015 : Bad to the Bone de Little Simz featuring Bibi Bourelly, sur l'album Stillness in Wonderland
- 2015 : Interlude de Little Simz featuring Bibi Bourelly
- 2015 : Without you de Lil Wayne featuring Bibi Bourelly
- 2015 : Chains d'Usher featuring Nas et Bibi Bourelly
- 2017 : Customz de Little Simz featuring Bibi Bourelly
- 2017 : Cover Girls de Hitimpulse featuring Bibi Bourelly
- 2023 :  Don't Get Too Close de Skrillex featuring Bibi Bourelly
- 2024 : Exhilarate de SOPHIE featuring Bibi Bourelly